# Крекінг-установка Корунна
Крекінг-установка Корунна – складова нафтохімічного майданчику компанії NOVA у канадській провінції Онтаріо.
Піролізну установку в Корунні ввели в експлуатацію у 1977 році. Як сировину вона тривалий час використовувала газовий бензин (naphtha) та етан, при цьому останній доправляли за кілька тисяч кілометрів з провінції Альберта по трубопроводу Cochin Pipeline (безпосередню подачу на майданчик провадила Eastern Delivery System). В 2007-му внаслідок поганого технічного стану Cochin Pipeline припинив транспортування етану, і приблизно тоді ж провели модернізацію, котра надала змогу використовувати під час парового крекінгу пропан та бутан. Останні могли отримувати не лише з розташованого неподалік фракціонатору в Сарнії, але й залізничним транспортом. Станом на 2012 рік установка мала річну потужність по етилену на рівні 867 тисячі тонн, що потребувало 67 тисяч барелів сировини на добу.
«Сланцева революція» призвела до появи у сусідньому регіоні США великого ресурсу етану. Як наслідок, в 2014-му став до ладу етанопровід Mariner West, котий доправляє сировину спеціально для піролізного виробництва в Корунні. Це дозволило припинити використання газового бензину, після чого установка певний час споживала 37 тисяч барелів етану та 17 тисяч барелів пропану та бутану на добу. З 2019-го планувався повний перехід на етан, додаткові об’єми якого може постачати введений в експлуатацію в 2018-му Utopia Pipeline.
Станом на 2012-й більша частина етилену споживалась для виробництва поліетилену високої (415 тисяч тонн на рік) та низької (170 тисяч тонн) щільності. Ще 116 тисячі тонн етилену потребував завод з виробництва стирену (належить концерну INEOS). Крім того частина продукції постачалась для компанії Imperial Oil, котра має у Сарнії власну установку парового крекінгу, яка втім не повністю покриває потреби похідного виробництва поліетилену.
Зберігання вироблених олефінів може відбуватись у сусідньому підземному сховищі Корунна, де NOVA орендує частину каверн. Так, станом на 2009 рік три з шести каверн призначались для розміщення етилену та пропілену (варто відзначити, що за умови роботи виключно на етані вихід останнього вельми невеликий).